# Auferstehungskirche (Drawsko Pomorskie)

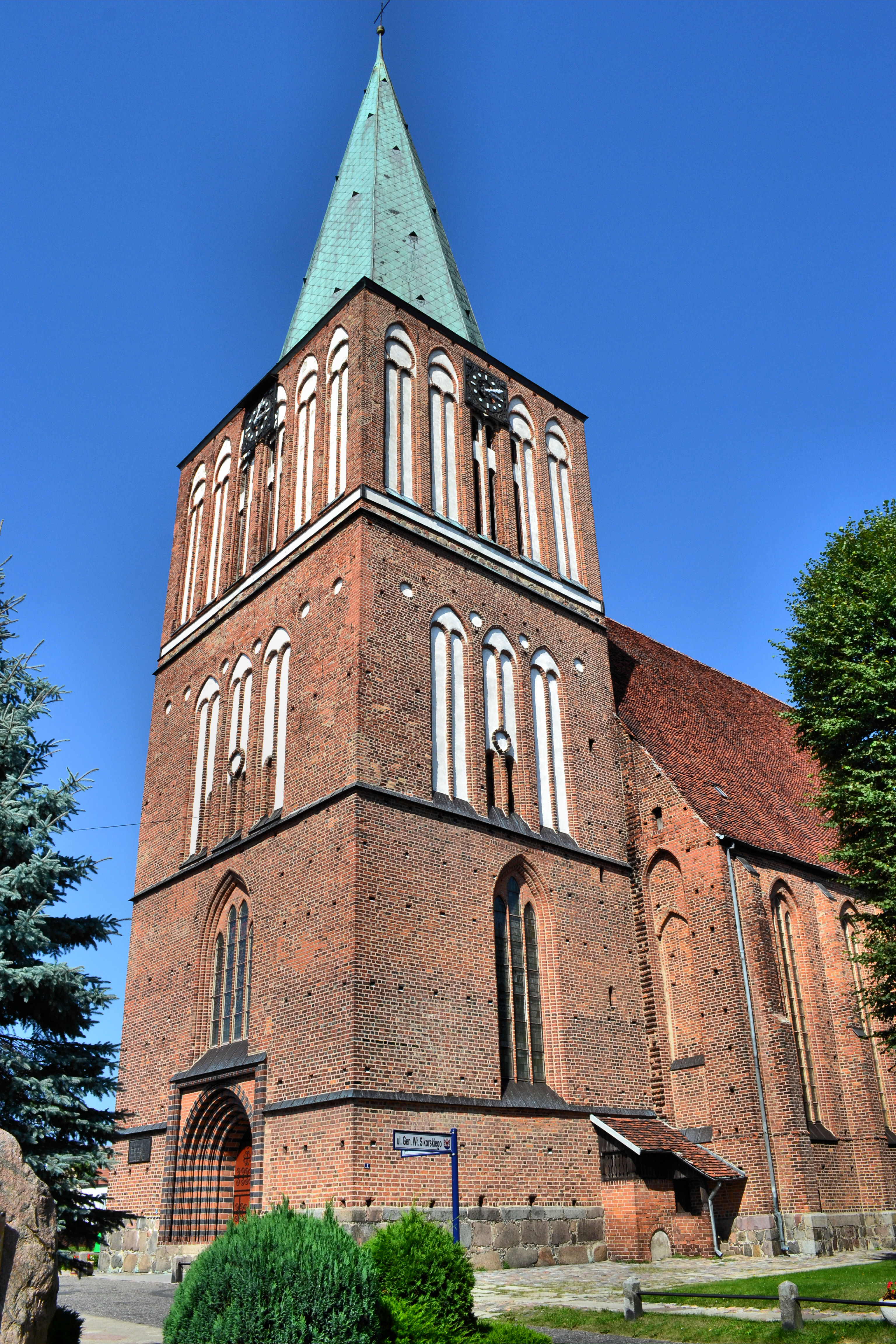
Auferstehungskirche in Drawsko Pomorskie

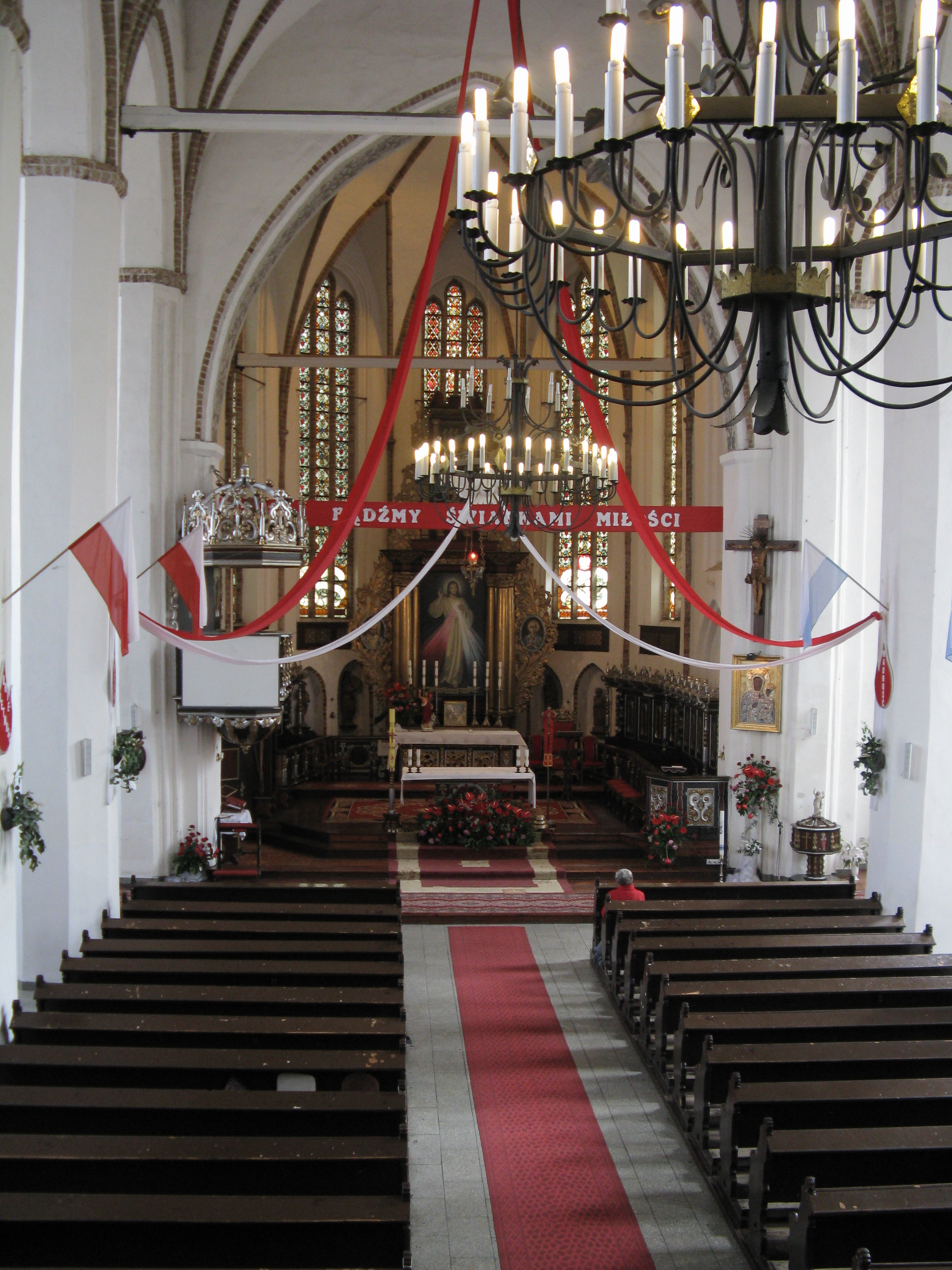
Innenansicht

Die römisch-katholische Auferstehungskirche (polnisch Kościół Zmartwychwstania Pańskiego) ist die Stadtpfarrkirche von Drawsko Pomorskie, dem früheren Dramburg, in der Woiwodschaft Westpommern. Von der Reformation bis 1945 war sie unter dem Namen St. Marien eine evangelische Kirche.

## Geschichte
In der Gründungsurkunde der Stadt von 1297 wurde die Kirche mit 4 Hufen Land bedacht. Zur Baugeschichte gibt es keine schriftlichen Belege, ein Pfarrer ist 1312 ist erstmals erwähnt. Die Einheitlichkeit der Architektur deutet jedoch darauf hin, dass es sich um den ersten Bau an dieser Stelle handelt, der somit in das erste Viertel des 14. Jahrhunderts datiert werden kann.
In einer Urkunde von 1320 übertrug der Herzog von Pommern sein Patronatsrecht den Nonnen in Pyritz, um diesen eine zusätzliche Einnahmequelle zum Bau ihres Klosters zu verschaffen. Der Bau der Pfarrkirche in Dramburg war offenbar damals so weit fortgeschritten, dass Überschüsse aus den Einkünften der Pfarrei zu erwarten waren. Der zweite belegte Pfarrer war Walter von Güntersberg, der 1326 Domherr in Schwerin und 1328 Domherr in Cammin, schließlich Erzdiakon in Demmin wurde. Ab 1341 hatten die Zisterzienserinnen in Reetz Patronatsrecht.
Mit der Reformation verließen die katholischen Geistlichen und Mönchen sie Stadt, aber der Franziskanermönch Faustinus Schliepe bekannte sich zum evangelischen Glauben und wurde 1537 der erste evangelische Pfarrer. Die Kirche wurde durch die Stadtbrände 1534, 1620, 1664, und 1696 immer wieder stark beschädigt. So stürzte, wohl als Spätfolge ds Brandes von 1620, das Gewölbe im Sommer 1644 ein. Notdürftig wiederhergestellt, wurde der Bau beim Brand von 1664 wieder beschädigt, bei dem sogar die Glocken schmolzen. Die Glocken wurden aus demselben Material neu gegossen, aber nach dem Brand von 1696 mussten die Gottesdienste in einer Mühle abgehalten werden. Der Bau wurde bis 1812 wiederhergestellt. Zu dieser Zeit wurde neue Kanzel, Orgelchor, Tauftisch und Orgel von Bürgern gestiftet.
Im Jahr 1782 wurde darüber geklagt, dass der Giebel des Langhauses an der Turmseite baufällig sei. Durch finanzielle Unterstützung der preußischen Regierung konnte der Turm neu eingedeckt werden.
Ab 1816 gehörte die Kirche zum Kirchenkreis Dramburg in der Kirchenprovinz Pommern der Kirche der Altpreußischen Union. Nach der polnischen Übernahme der Region wurde die Kirche am 28. August 1945 als römisch-katholische Kirche neu geweiht.
Während einer Restaurierung 1913–14 wurde der Dachstuhl des Langhauses für ein viel steileres Dach ersetzt. Auch das Vordach der Apsis am Ostgiebel wurde steiler aufgestellt. Weiterhin erhielten das Mittelschiff ein Netzgewölbe und die Seitenschiffe Kreuzgewölbe.

## Bauwerk
An eine dreischiffige und sechsjochige Halle schließt sich ein einjochiger Chor mit einem 5/10-Schluss an, der vom Langhaus durch einen Triumphbogen getrennt ist. Die breiten Chorfenster sitzen in eingetieften Rahmungen. Der Turm im Westen ist im Grundriss annähernd quadratisch. Das Kircheninnere wird durch dicht angeordnete spitzbogige Arkaden über Achteckpfeilern in drei Schiffe unterteilt. An den Wänden befinden sich die Gewölberippen aufnehmenden Dienste. An den Wänden des Langhauses ist das strukturelle Bauskelett durch viereckige Halbpfeiler an den Wänden und darüber aufsteigende Bögen hervorgehoben. In beiden Teilen der Kirche finden sich nur wenige dekorative Backsteinelemente. Bemerkenswert sind die reich gegliederten Portale an beiden Seiten des Langhauses. Insbesondere hat das Südportal Kämpfer, die plastischen Schmuck im flachen Relief aufweisen.